# Massingy, Côte-d'Or
 Massingy  là một xã ở tỉnh Côte-d’Or trong vùng Bourgogne, phía đông nước Pháp. Khu vực này có độ cao trung bình 243 mét trên mực nước biển.